# Zakon o inšpekcijskem nadzoru Republike Slovenije
Zakon o inšpekcijskem nadzoru (ZIN) je pravni akt, ki ureja splošna načela inšpekcijskega nadzora, organizacijo inšpekcij, položaj, pravice in dolžnosti inšpektorjev, pooblastila inšpektorjev, postopek inšpekciskega nadzora, inšpekcijske ukrepe in druga vprašanja, povezana z inšpekcijskim nadzorom.
Ta zakon se, razen določenih členov, ne uporablja za upravno unšpekcijo, inšpekcijo za sistem javnih uslužbencev, obrambno inšpekcijo, proračunsko inšpekcijo in druge oblike notranjega upravnega nadzora nad poslovanjem državnih organov in organov lokalnih skupnosti.